# Ziua Internațională a Toleranței
Ziua Internațională a Toleranței este o sărbătoare anuală declarată de Organizația Națiunilor Unite în 1995 pentru ca oamenii să conștientizeze pericolele intoleranței. Se sărbătorește pe 16 noiembrie.
În 1995, când UNESCO a proclamat data de 16 noiembrie drept Ziua Internațională a Toleranței, au fost identificate nu mai puțin de 16 tratate, convenții, declarații și recomandări, toate legate de nevoia de toleranță. Fiecare dintre acestea este relevantă și astăzi și fiecare dintre ele trebuie respectată în totalitate.
Lumea în care trăim se confruntă cu războaie, terorism, crime împotriva umanității, epurare etnică, discriminarea minorităților și a imigranților și cu o multitudine de alte abuzuri împotriva ființelor umane. Globalizarea însăși, în timp ce unește popoarele lumii, poate să ducă și mai mare teamă și la interiorizare. Și o dată cu teribilele amenințări la adresa vieții și dezvoltării planetei crește și potențialul de tensiune ce duce la intoleranță. 
Noi știm cum să contracarăm aceste amenințări. Știm că mijloacele cele mai bune de care dispunem sunt: diversitatea culturală, munca pentru o dezvoltare durabilă și educația pentru toleranță și pace. Știm că, cei mai buni gardieni ai noștri sunt societatea civilă bine dezvoltată, atentă la drepturile omului și presa liberă și responsabilă. 
Dar mai știm și că principalii misionari ai schimbării sunt statele, care semnează și ratifică tratatele și convențiile internaționale. Politicile pe care acestea le elaborează sunt responsabilitatea lor, chiar dacă sarcina sprijinirii acestora cade pe umerii comunității internaționale. 
Ziua de astăzi se constituie într-o ocazie de a aduce aminte șefilor de stat faptul că ei și-au luat niște angajamente și că au niște obligații. Nevoia imperativă de toleranță ne este tuturor foarte clară, dar dorința de a o respecta trebuie să fie mai puternică. În timp ce sărbătorim Ziua Internațională a Toleranței, să ne aducem aminte că de mâine trebuie să ne îndeplinim obligația de a fi toleranți.
Articolul 1. Semnificația toleranței
1.1. Toleranța este respectul, acceptarea și aprecierea bogăției și diversității culturilor lumii noastre, felurilor noastre de expresie și manierelor de exprimare a calității noastre de ființe umane. Ea este încurajată prin cunoașterea, deschiderea spiritului, comunicație și libertatea gândirii, conștiinței și credinței. Toleranța este armonia în diferențe. Ea nu e doar o obligație de ordin etic; ea este, de asemenea, și o necesitate politică și juridică. Toleranța este o virtute care face ca pacea să fie posibilă și care contribuie la înlocuirea culturii războiului cu o cultură a păcii.
1.2. Toleranța nu este nici concesie, nici condescendență ori indulgență. Toleranța este, mai ales, o atitudine activă generată de recunoașterea drepturilor universale ale persoanei umane și libertăților fundamentale ale altora. În nici într-un caz, toleranța nu poate fi invocată pentru a justifica violarea acestor valori fundamentale. Toleranța trebuie să fie practicată de către indivizi, grupuri și State.
1.3. Toleranța este responsabilitatea care susține drepturile omului, pluralismul (inclusiv, pluralismul cultural), democrația și Statul de drept. Ea implică respingerea dogmatismului și absolutismului și confirmă normele enunțate în instrumentele internaționale cu privire la drepturile omului.
1.4. În conformitate cu respectarea drepturilor omului, a practica toleranța nu înseamnă nici a tolera nedreptatea socială, nici a renunța la propriile convingeri, nici a face concesii în această privință. Ea semnifică acceptarea faptului că ființele umane, care se caracterizează natural prin diversitatea aspectului lor fizic, prin situația lor, felul de exprimare, comportamente și prin valorile lor, au dreptul de a trăi în pace și de a fi cele care sunt.

## Vedeți și
- Toleranță
- UNESCO
- Premiul UNESCO-Madanjeet Singh pentru promovarea toleranței și a nonviolenței.